# Corral de Bustos
Corral de Bustos is een plaats in het Argentijnse bestuurlijke gebied Marcos Juárez in de provincie Córdoba. De plaats telt 9.882 inwoners.

## Geboren
- Gino Peruzzi (9 juni 1992), voetballer

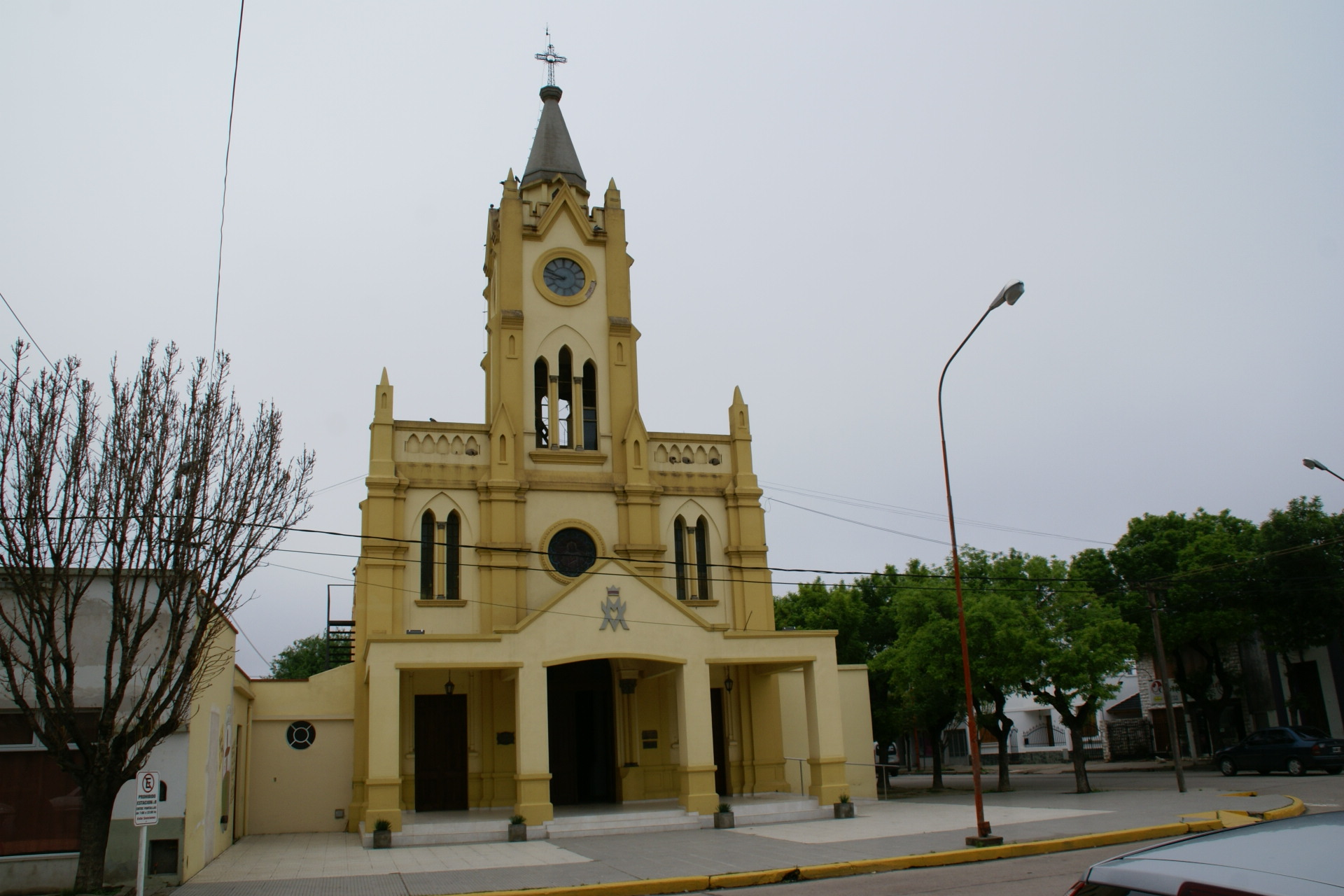
Kerk